# Sench Avit lo Senhor
Sench Avit Senhor (en francès Saint-Avit-Sénieur) és un municipi francès situat al departament de la Dordonya, a la regió de la Nova Aquitània.

## Demografia
| 1962                                       | 1968 | 1975 | 1982 | 1990 | 1999 | 2007 |
| ------------------------------------------ | ---- | ---- | ---- | ---- | ---- | ---- |
| 506                                        | 464  | 394  | 385  | 365  | 404  | 436  |
| Des de 1962: població sense dobles comptes |      |      |      |      |      |      |

## Administració
| Període | Identitat     | Partit |
| ------- | ------------- | ------ |
| 2001-   | Alain Delayre | PS     |